# Équipe de Nouvelle-Zélande de hockey sur glace
Cet article traite de l'équipe masculine. Pour l'équipe féminine, voir Équipe de Nouvelle-Zélande féminine de hockey sur glace.
L’équipe de Nouvelle-Zélande de hockey sur glace est la sélection nationale de la Nouvelle-Zélande regroupant les meilleurs joueurs de hockey sur glace néo-zélandais lors des compétitions internationales. L'équipe est sous la tutelle de la New Zealand Ice Hockey Federation. L'équipe est actuellement classée 40e sur 50 équipes au classement IIHF 2019.

## Historique
La première participation de l'équipe masculine au championnat du monde remonte à l'édition de 1987 à Perth en Australie. Entre 1989 et 1995, la Nouvelle-Zélande ne présente pas d'équipe au championnat du monde.

## Résultats

### Jeux olympiques
L'équipe de Nouvelle-Zélande n'a jamais participé aux Jeux olympiques.

### Championnats du monde
- 1920-1986 -  Ne participe pas
- 1987 - 27e place (3e du Groupe D)
- 1989 - 29e place (5e du Groupe D)
- 1990-1994 -  Ne participe pas
- 1995 - 39e place  (10e du Groupe C2)
- 1996 - Non qualifié
- 1997 -  Ne participe pas
- 1998 - 38e place (6e du Groupe D)
- 1999 - 38e place (6e du Groupe D)
- 2000 - 39e place (6e du Groupe D)
- 2001 - 6e de Division II, Groupe A
- 2002 - 3e de la Qualification pour la Division II
- 2003 - 1er de Division III
- 2004 - 5e de Division II, Groupe B
- 2005 - 5e de Division II, Groupe A
- 2006 - 6e de Division II, Groupe B
- 2007 - 1er de Division III
- 2008 - 6e de Division II, Groupe B
- 2009 - 1er de Division III
- 2010 - 4e de Division II, Groupe B
- 2011 - 2e de Division II, Groupe A
- 2012 - 6e de Division IIA
- 2013 - 2e de Division IIB
- 2014 - 3e de Division IIB
- 2015 - 2e de Division IIB
- 2016 - 4e de Division IIB
- 2017 - 2e de Division IIB
- 2018 - 2e de Division IIB
- 2019 - 3e de Division IIB
- 2020 - Annulé en raison du coronavirus
- 2021 - Annulé en raison du coronavirus
- 2022 - Forfait

Note :  Promue ;  Reléguée

## Classement mondial
| Année     | Rang | Points | Progression |
| --------- | ---- | ------ | ----------- |
| 2003      | 40   | 800    | -           |
| 2004      | 40   | 870    | ±0          |
| 2005      | 38   | 910    | +2          |
| Fév. 2006 | 38   | 910    | ±0          |
| Mai 2006  | 38   | 925    | ±0          |
| 2007      | 39   | 900    | -1          |
| 2008      | 39   | 890    | ±0          |
| 2009      | 39   | 850    | ±0          |
| Fév. 2010 | 40   | 850    | -1          |
| Mai 2010  | 40   | 925    | ±0          |

| Année     | Rang | Points | Progression |
| --------- | ---- | ------ | ----------- |
| 2011      | 38   | 1 065  | +2          |
| 2012      | 37   | 1 125  | +1          |
| 2013      | 35   | 1 120  | +2          |
| Fév. 2014 | 37   | 1 120  | -2          |
| Mai 2014  | 37   | 1 070  | ±0          |
| 2015      | 37   | 1 045  | ±0          |
| 2016      | 38   | 1 000  | -1          |
| 2017      | 38   | 1 015  | ±0          |
| Fev. 2018 | 39   | 1 015  | -1          |
| Mai 2018  | 39   | 1 030  | ±0          |
| 2019      | 40   | 1 020  | -1          |

## Entraîneurs
| Période     | Nom des entraîneurs | Nationalité              |
| ----------- | ------------------- | ------------------------ |
| 1987-1989   | Brian Lewthwaithe   | -                        |
| 1995        | Mark Bowles         | -                        |
| 1998-2000   | Rod Philpot         | -                        |
| 2001-2006   | Dave Le Comte,      | Nouvelle-Zélande         |
| 2007-2011   | Jeff Bonazzo        | Canada                   |
| 2012-2014   | Andreas Kaisser     | Allemagne                |
| 2015-2016   | János Kaszala       | Hongrie                  |
| 2016-2017   | Stacey Rout         | Nouvelle-Zélande         |
| Depuis 2017 | Anatoli Khorozov    | Ukraine Nouvelle-Zélande |

## Équipe junior moins de 20 ans

### Championnats du monde junior
- 1977-2003 - Ne participe pas
- 2004 - 6e de Division III
- 2005 - 2e de Division III
- 2006 - 6e de Division II, Groupe A
- 2007 - 3e de Division III
- 2008 - 1er de Division III
- 2009 - Forfait
- 2010 - 4e de Division III
- 2011 - 5e de Division III
- 2012 - 3e de Division III
- 2013 - 3e de Division III
- 2014 - 2e de Division III
- 2015 - 2e de Division III
- 2016 - 3e de Division III
- 2017 - 4e de Division III
- 2018 - 6e de Division III
- 2019 - 8e de Division III
- 2020 - 6e de Division III
- 2021 - Ne participe pas
- 2022 - Ne participe pas
- 2023 - 5e de Division III

## Équipe des moins de 18 ans

### Championnats du monde moins de 18 ans
- 1998-2002 - Ne participe pas
- 2003 - 4e de Division III, Groupe A
- 2004 - 3e de Division III
- 2005 - 4e de Division III
- 2006 - 4e de Division III
- 2007 - 4e de Division III
- 2008 - 3e de Division III, Groupe A
- 2009 - 2e de Division III, Groupe A
- 2010 - 1er de Division III, Groupe B
- 2011 - 6e de Division II, Groupe A
- 2012 - 2e de Division III
- 2013 - 2e de Division III
- 2014 - 6e de Division IIIA
- 2015 - 2e de Division IIIB
- 2016 - 1er de Division IIIB
- 2017 - 6e de Division IIIA
- 2018 - 1er de Division IIIB
- 2019 - 6e de Division IIIA
- 2020 - Annulé en raison du coronavirus
- 2021 - Annulé en raison du coronavirus
- 2022 - Forfait
- 2023 -

### Championnats d'Asie-Océanie moins de 18 ans
Cette compétition n'est plus tenue depuis 2002.
- 1984-1997 -  Ne participe pas
- 1998 - 5e place
- 1999 - 3e de Division II
- 2000 - 1er de Division II
- 2001 - 4e place
- 2002 -